# Fakty RMF FM

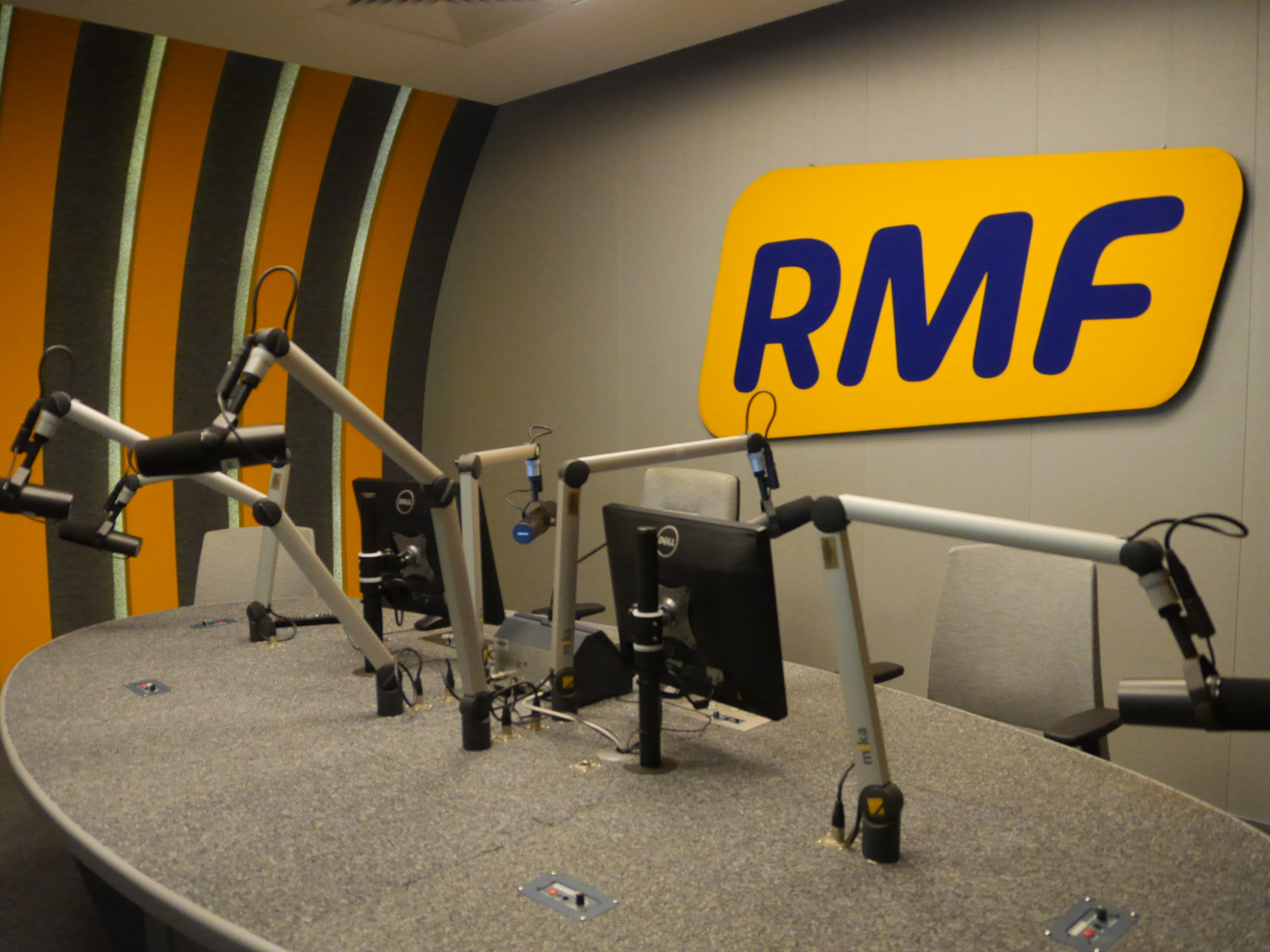
Studio Faktów RMF FM od wewnątrz

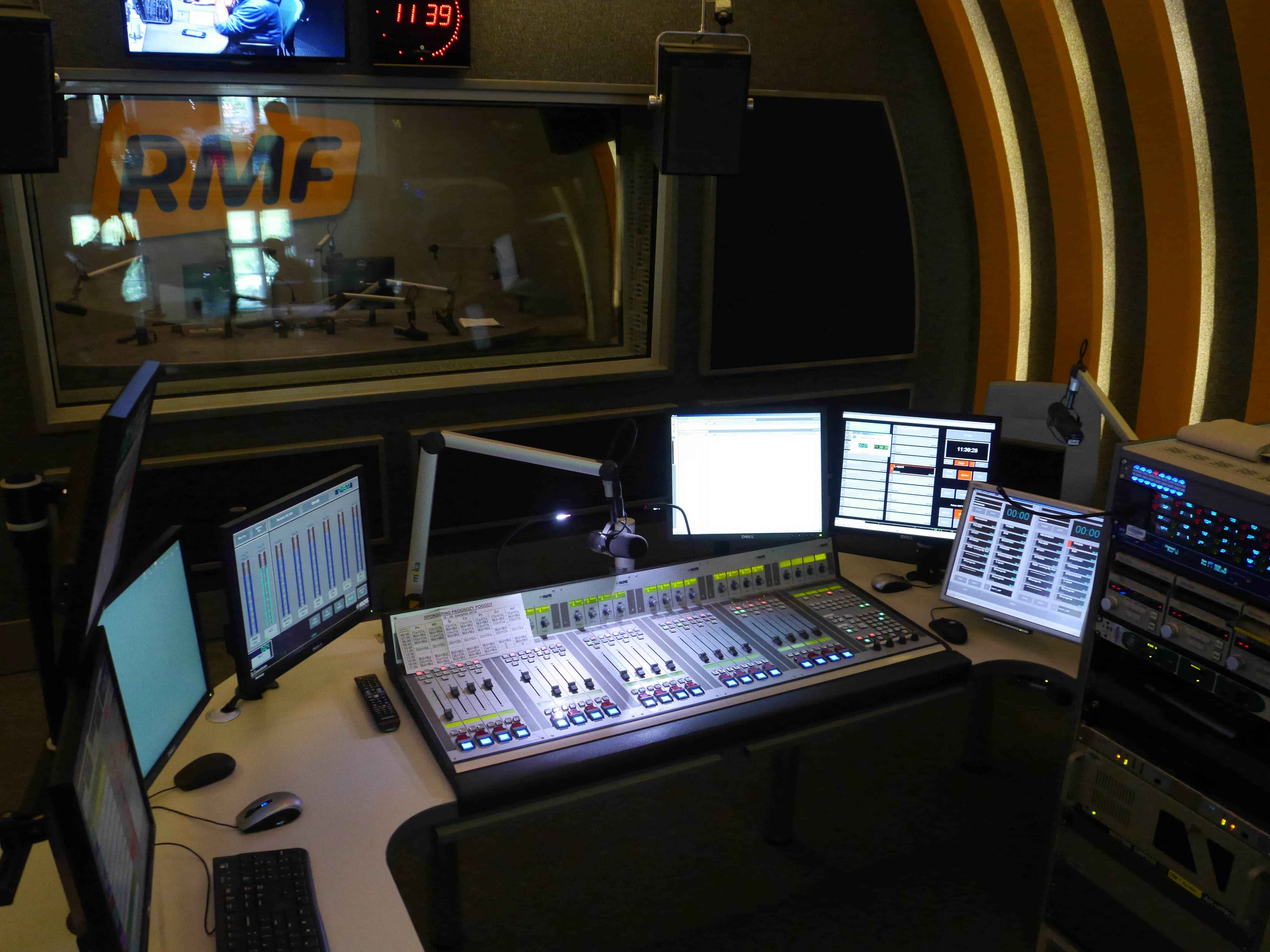
Studio Faktów RMF FM od zewnątrz

Fakty RMF FM – serwis informacyjny nadawany od 3 września 2001 w radiu RMF FM. 

## Formuła
Fakty RMF FM są emitowane co godzinę przez całą dobę. Dodatkowo od poniedziałku do piątku o: 5:30, 6:30, 7:30, 8:30 a także w okresie od września do czerwca o: 15:30, 16:30, 17:30 i 18:30 oraz w soboty o: 7:30, 8:30, 9:30. Nadawane są też Fakty sportowe (pn-pt 6:30, 8:30, 20:00, 21:00, 22:00, sb 8:00, 9:00, 19:00-22:00 co godzinę i nd 9:00, 10:00 i 19:00-22:00 co godzinę), Fakty ekonomiczne (pn-pt 7:30 i 17:30), Fakty kulturalne (pn-pt 10:00, 16:30, sb 11:00) oraz prognoza pogody.
Przeprowadzane są również wywiady z polskimi politykami. Od września 2016, od poniedziałku do piątku po Faktach o 8:00 nadawana jest Poranna Rozmowa w RMF FM, którą prowadzi w latach 2016-2024 Robert Mazurek, od stycznia 2025 Tomasz Terlikowski, a po Faktach o 18:00 w dni powszednie Popołudniową Rozmowę w RMF FM prowadzi w latach 2016-2021 Marcin Zaborski, od 2021, prowadzącymi są Bianka Mikołajewska, Kazimiera Szczuka, Paweł Balinowski, Grzegorz Sroczyński, Anna Gielewska, Piotr Salak i Marek Tejchman i Tomasz Terlikowski. Od września 2013 w soboty po Faktach o 8:30 emitowany jest program Gość Krzysztofa Ziemca w RMF FM. Wcześniej w latach 2005–2016 rozmowy z politykami w dni powszednie w programie Kontrwywiad RMF FM przeprowadzał Konrad Piasecki.
Fakty RMF FM zastąpiły Wiadomości RMF FM nadawane od 25 sierpnia 1990 na piętnaście minut przed pełną godziną.

## Prezenterzy[1]
Fakty
- Bogdan Zalewski
- Ewa Kwaśny
- Magdalena Wojtoń
- Agnieszka Friedrich
- Urszula Gwiazda
- Katarzyna Staszko
- Karolina Michalik
- Anna Kiemystowicz
- Marlena Chudzio
- Aleksandra Wojciechowska
- Grzegorz Jasiński
- Michał Zieliński
- Tomasz Staniszewski
- Tomasz Weryński
- Łukasz Łaskawiec
- Arkadiusz Stępień-Miernikowski[2]

Fakty sportowe
- Patryk Serwański
- Wojciech Marczyk
- Paweł Pawłowski

Fakty ekonomiczne
- Krzysztof Berenda
- Michał Zieliński

Fakty kulturalne
- Katarzyna Sobiechowska-Szuchta

## Wstawki głosowe
Pomiędzy poszczególnymi informacjami pojawiają się wstawki z głosem Krystyny Czubówny, np. „Jedno jest pewne, Fakty RMF FM”, „Dramatyczne wydarzenia w Faktach RMF FM”, „Fakty zwykłe i niezwykłe”, „Trwa specjalne wydanie Faktów RMF FM”, „Korespondenci RMF FM z każdego miejsca na świecie”, „Fakty ekonomiczne przygotowali dziennikarze Gazety Wyborczej i RMF FM” (na zakończenie Faktów ekonomicznych) oraz „Radio, Muzyka, Fakty – RMF FM” (na zakończenie Faktów).